# Hyalosperma
 Hyalosperma  Steetz, 1845 è un genere di piante angiosperme dicotiledoni della famiglia delle Asteraceae (sottofamiglia Asteroideae, tribù Gnaphalieae e sottotribù Gnaphaliinae).

## Etimologia
Il nome del genere Hyalosperma è composto da due parole greche "hyalos" (= cristallino o trasparente) e "sperma" (= seme); Il nome si riferisce agli acheni trasparenti e vitrei di queste piante.
Il nome scientifico del genere è stato definito dal botanico Joachim Steetz (1804-1862) nella pubblicazione " Plantae Preissianae sive Enumeratio plantarum quas in Australasia occidentali et meridionali-occidentali annis 1838-1841; collegit Ludovicus Preiss. Partim ab aliis partim a se ipso determinatas descriptas illustratas edidit Christianus Lehmann. Hamburg" ( Pl. Preiss. [J.G.C.Lehmann] 1(3): 476) del 1845.

## Descrizione

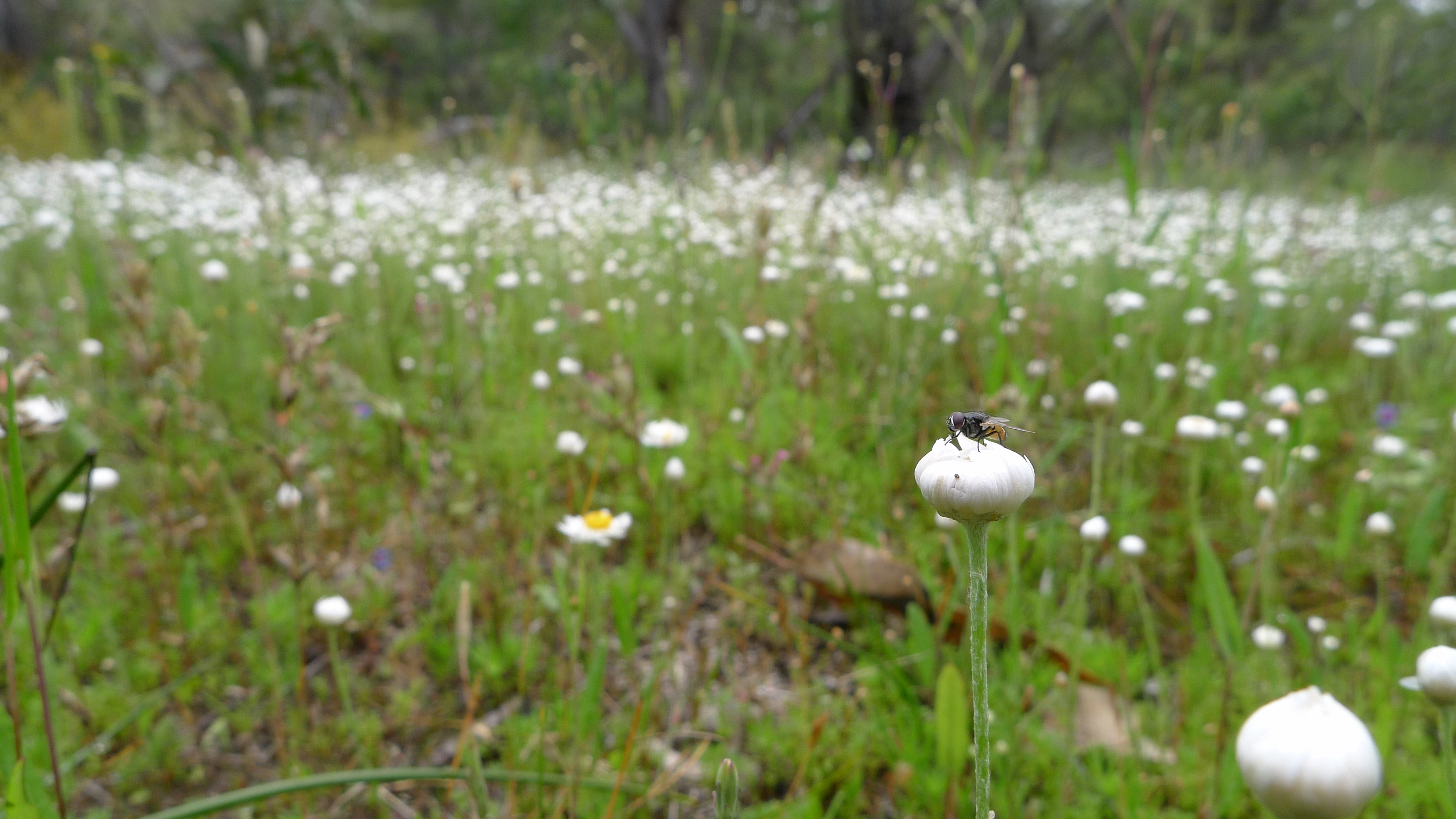
Il portamento
Hyalosperma cotula

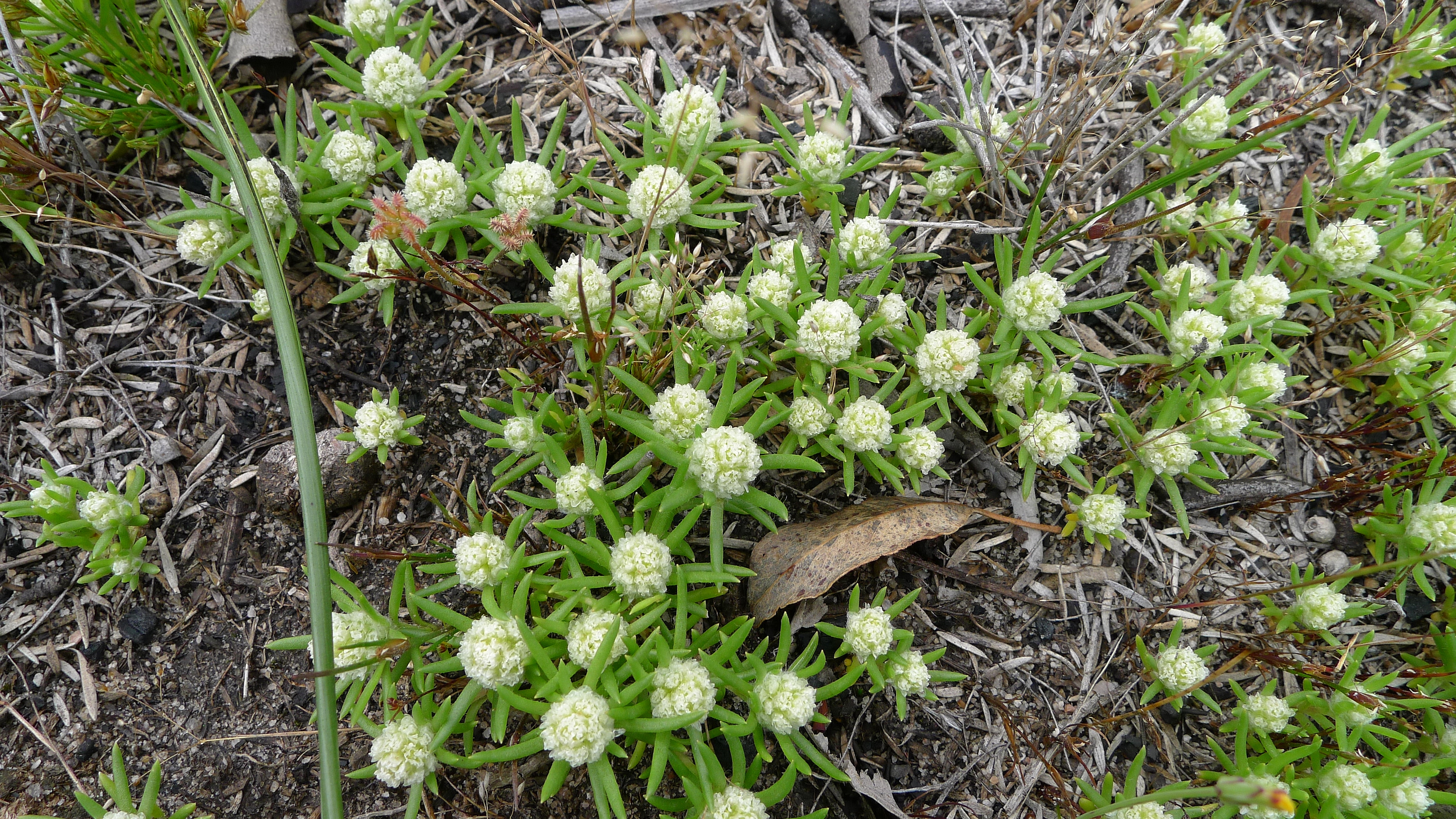
Infiorescenza
Hyalosperma demissum

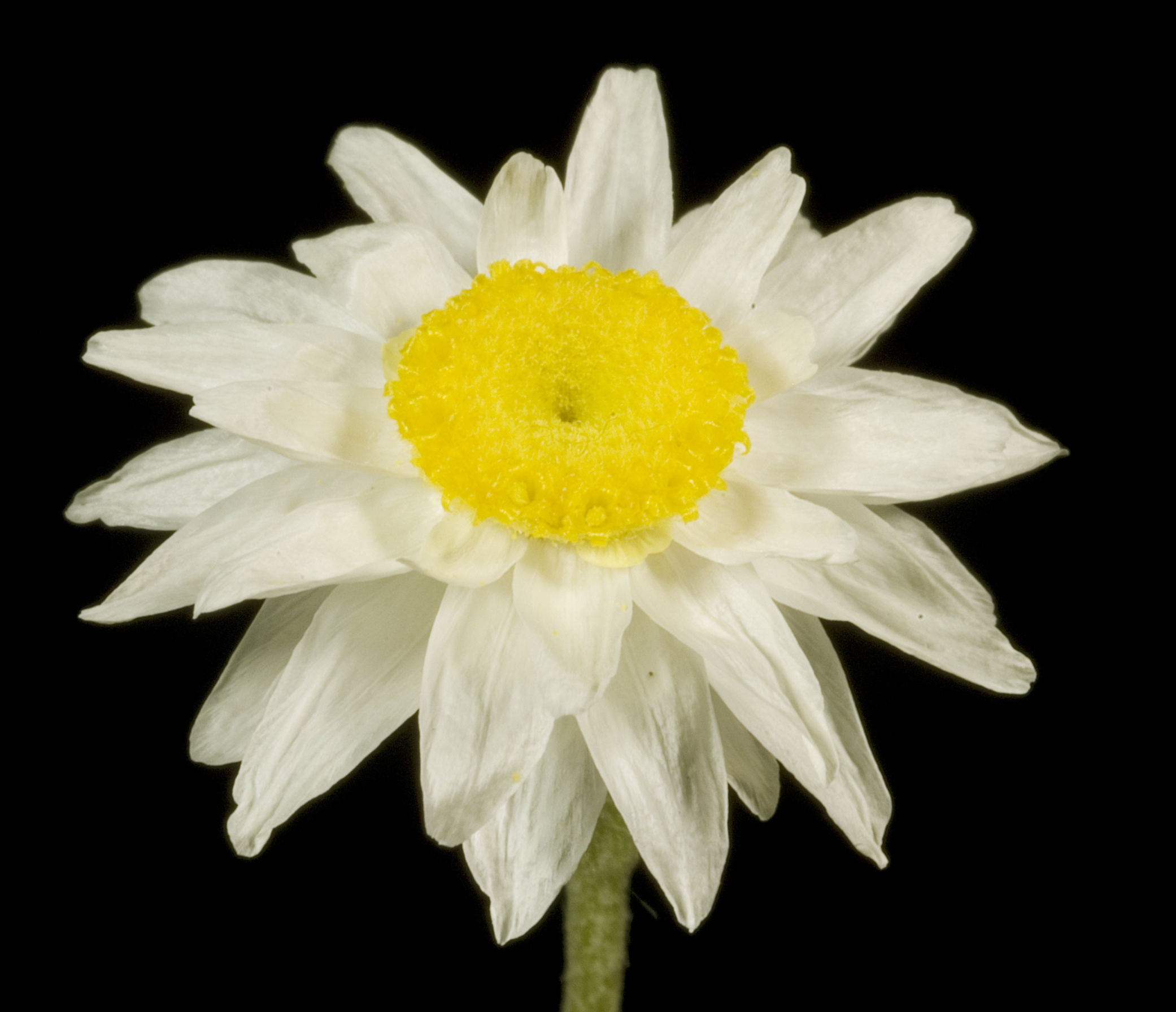
I fiori
Hyalosperma cotula

Portamento. Le specie di questo gruppo hanno un habitus di tipo erbaceo annuale. I cauli di queste piante sono provvisti del floema, ma non di canali resiniferi; mentre i sesquiterpeni lattoni sono normalmente assenti (piante senza lattice).
Fusto. La parte aerea in genere è eretta e scaposa.
Foglie. Le foglie in sono disposte in modo alternato e sono quasi sempre sessili. La lamina è intera e filiforme o affusolate; i margini sono continui a volte revoluti. La superficie è tomentosa o lanosa su entrambe le superfici.
Infiorescenza. Le sinflorescenze sono composte da capolini solitari. Le infiorescenze vere e proprie sono formate da un capolino terminale di tipo disciforme (con fiori eterogami). I capolini sono formati da un involucro, con forme di coppe turbinate, composto da diverse brattee, al cui interno un ricettacolo fa da base ai fiori. Le brattee, glabre o pelose a consistenza cartacea e colorate di bianco o giallo, sono disposte in modo più o meno embricato su più serie e possono essere connate alla base (strati di stereoma indiviso);  talora possono avere un margine ialino. Il ricettacolo è senza pagliette a protezione della base dei fiori; la forma è conica.
Fiori.  I fiori sono tetra-ciclici (formati cioè da 4 verticilli: calice – corolla – androceo – gineceo) e pentameri (calice e corolla formati da 5 elementi). Sono inoltre tubulosi, attinomorfi e si distinguono in:
- fiori del disco esterni: sono assenti;
- fiori del disco centrali: sono ermafroditi e tubulosi.

In questo gruppo di piante i fiori radiati (ligulati o del raggio) sono assenti; a volte sono confusi con i fiori femminili (tubulosi) del disco esterno più o meno sub-zigomorfi con un lembo piatto e possono essere interpretati come fiori del raggio.
- Formula fiorale:

*/x K {\displaystyle \infty }, [C (5), A (5)], G 2 (infero), achenio
- Calice: i sepali del calice sono ridotti ad una coroncina di squame.
- Corolla: la forma della corolla normalmente è tubolare con 5 lobi (raramente 4); i lobi hanno una forma deltata o più o meno lanceolata. I colori della corolla sono giallo e bianco.
- Androceo: l'androceo è formato da 5 stami sorretti da filamenti generalmente liberi; gli stami sono connati e formano un manicotto circondante lo stilo; le teche (produttrici del polline) sono prive di sperone, ma hanno la coda (una sola); le appendici apicali delle antere hanno delle forme concave; il tessuto endoteciale (rivestimento interno dell'antera) è quasi sempre polarizzato (con due superfici distinte: una verso l'esterno e una verso l'interno). Il polline è di tipo echinato (con punte sporgenti) a forma sferica è formato inoltre da due strati di ectesine, mentre lo strato basale è spesso e regolarmente perforato (tipo “gnafaloide”).[7]
- Gineceo: l'ovario è infero uniloculare formato da 2 carpelli. Lo stilo (il recettore del polline) è intero o biforcato con due stigmi nella parte apicale. Gli stigmi hanno una forma troncata; possono essere ricoperti da minute papille o avere dei penicilli apicali. Le superfici stigmatiche sono separate.[7]

Frutti. I frutti sono degli acheni con pappo. Gli acheni sono piccoli a forma variabile obovoidale; la superficie può essere ricoperta da tricomi globoso senza cellule basali; il pericarpo può essere percorso longitudinalmente da alcuni fasci vascolari. Il pappo è formato da setole piatte (piumose o barbate) connate in un anello basale (tutto l'anello è contemporaneamente caduco).

## Biologia
Impollinazione: tramite insetti (impollinazione entomogama tramite farfalle diurne e notturne).

Riproduzione: la fecondazione avviene fondamentalmente tramite l'impollinazione dei fiori.

Dispersione: i semi cadono a terra e vengono dispersi soprattutto da insetti come formiche (disseminazione mirmecoria). Un altro tipo di dispersione è zoocoria: gli uncini delle brattee dell'involucro (se presenti) si agganciano ai peli degli animali di passaggio che portano così i semi anche su lunghe distanze. Inoltre per merito del pappo il vento può trasportare i semi anche per alcuni chilometri (disseminazione anemocora).

## Distribuzione e habitat
Le specie di questo genere sono distribuite in Australia.

## Tassonomia
La famiglia di appartenenza di questa voce (Asteraceae o Compositae, nomen conservandum) probabilmente originaria del Sud America, è la più numerosa del mondo vegetale, comprende oltre 23.000 specie distribuite su 1.535 generi, oppure 22.750 specie e 1.530 generi secondo altre fonti (una delle checklist più aggiornata elenca fino a 1.679 generi). La famiglia attualmente (2021) è divisa in 16 sottofamiglie; la sottofamiglia Asteroideae è una di queste e rappresenta l'evoluzione più recente di tutta la famiglia.

### Filogenesi
Il genere di questa voce è descritto nella tribù Gnaphalieae, una delle 21 tribù della sottofamiglia Asteroideae. Da un punto di vista filogenetico, la tribù Gnaphalieae fa parte del supergruppo (o sottofamiglia) "Asteroideae grade"; l'altro è il supergruppo "Non-Asteroideae" contenente il resto delle sottofamiglie delle Asteraceae. All'interno del supergruppo è vicina alle tribù Senecioneae, Calenduleae, Astereae e Anthemideae.
La sottotribù Gnaphaliinae è caratterizzata da portamenti di vario tipo con specie ginomonoiche e monoiche, da foglie con margini interi, da capolini disciformi omogami o eterogami e raramente radiati (o subradiati), dallo stilo con rami troncati e superfici stigmatiche separate apicalmente, da acheni glabri o con tricomi allungati e pappo ridotto.
Il genere  Hyalosperma appartiene al gruppo Australasian clade, un gruppo informale monofiletico della sottotribù Gnaphaliinae diviso in quattro sottocladi: Angianthus (specie effimere dell'Australia occidentale), Waitzia (specie perenni dell'Australia orientale), Cassinia (specie con portamento arbustivo) e Euchiton (specie perenni simili a piante lanose e alpine). Il genere di questa voce è posizionato nel subclade "Angianthus" che, da un punto di vista filogenetico, rappresenta il "core " del gruppo (l'ultimo che si è evoluto). In particolare  Hyalosperma appartiene agli ultimi generi separatisi dal subclade e insieme alle specie Gilberta tenuifolia Turcz., 1851 formano un "gruppo fratello..
I caratteri distintivi del genere  Hyalosperma sono:
- il ricettacolo ha delle forme coniche;
- gli acheni sono ricoperti da peli globosi senza cellule basali;
- il pappo è formato da setole connate in un anello basale.

Il numero cromosomico delle specie di questo genere è: 2n = 16, 22 e 24.

### Elenco delle specie
Questo genere ha 9 specie:
- Hyalosperma cotula (Benth.) Paul G.Wilson
- Hyalosperma demissum  (A.Gray) Paul G.Wilson
- Hyalosperma glutinosum  Steetz
- Hyalosperma praecox  (F.Muell.) Paul G.Wilson
- Hyalosperma pusillum  (Turcz.) Paul G.Wilson
- Hyalosperma semisterile  (F.Muell.) Paul G.Wilson
- Hyalosperma simplex  (Steetz) Paul G.Wilson
- Hyalosperma stoveae  (D.A.Cooke) Paul G.Wilson
- Hyalosperma zacchaeus  (S.Moore) Paul G.Wilson